# Karby
Karby ist eine Gemeinde in Schwansen im Kreis Rendsburg-Eckernförde in Schleswig-Holstein. Krähenberg (dänisch: Kragebjerg), Marienthal (Mariedal) und Köllnerfeld liegen im Gemeindegebiet.

## Geografie und Verkehr

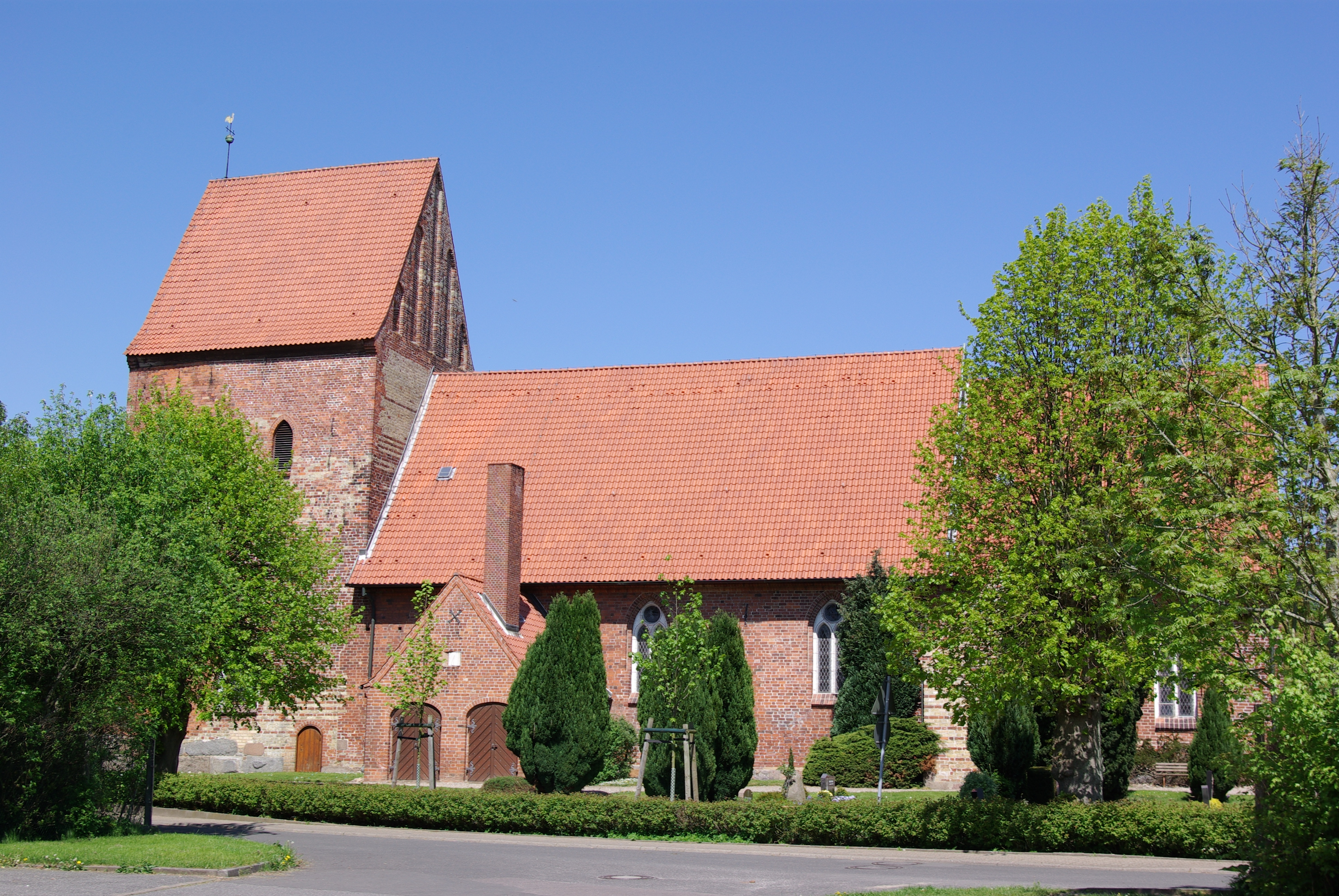
Die Kirche in Karby

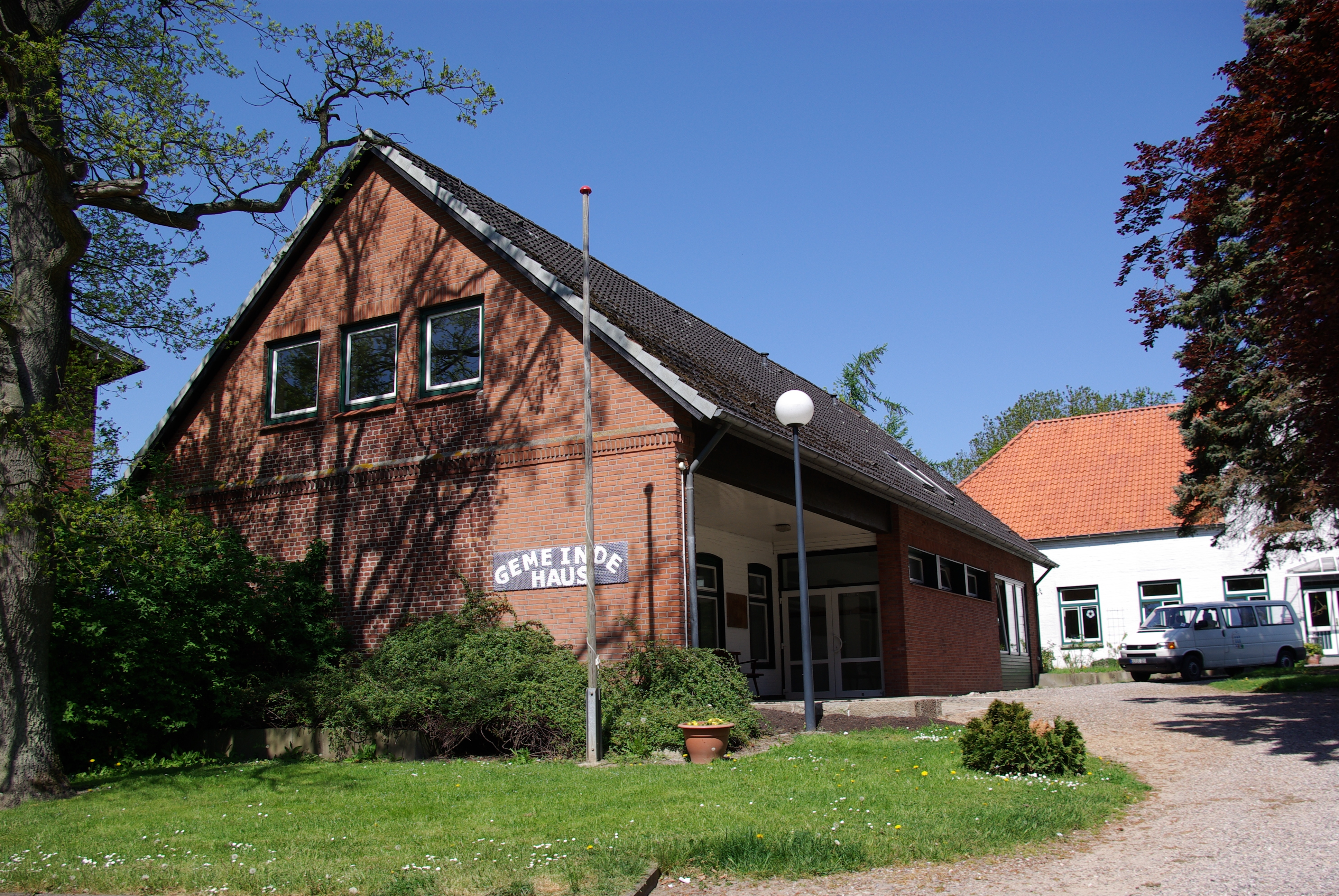
Das Gemeindehaus

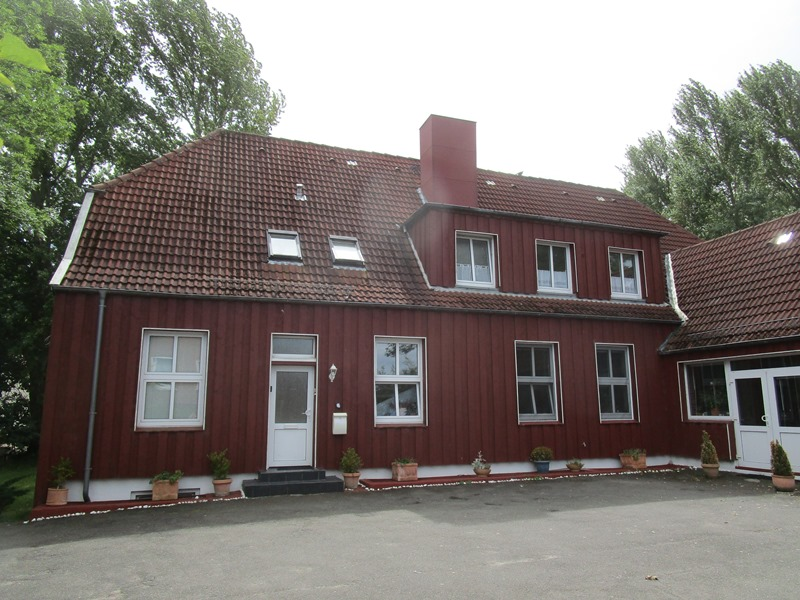
Die frühere dänische Schule in Karby

Karby liegt am Dörphofer Graben zwischen der Schlei und der Ostsee etwa fünf Kilometer südlich von Kappeln in Schwansen. Die Bundesstraße 203 von Kappeln nach Eckernförde führt durch das Gemeindegebiet. Drei Buslinien binden Karby an zwei Haltestellen an die Nachbargemeinden sowie Kappeln und Eckernförde an.

## Geschichte
Der Ort wurde 1278 erstmals erwähnt. Der Ortsname kommt aus dem Dänischen (Karkby) und bedeutet Kirchdorf. Der Ort bildete den Mittelpunkt des Karbyer Kirchspiels (Karby Sogn) innerhalb der Risbyharde (teilweise auch Schwansener Kirchspiel oder Svans Sogn genannt).
Die frühgotische Backsteinkirche mitten im Ort wurde um 1300 erbaut. Der Turm wurde erst später hinzugefügt. Im Rahmen von Restaurierungsarbeiten wurde eine Gruft unter dem Altar entdeckt. Östlich der Kirche liegt ein großer Friedhof, um den sich zwei evangelische Kindergärten, eine Grundschule und zwei Sportplätze gruppieren. Schon um 1700 gab es eine Schule in Karby.
Nach dem Deutsch-Dänischen Krieg 1864 kam der Ort zu Preußen. Seit 1876 ist die Gemeinde selbstständig. Von 1948 bis zur Auflösung des Amtes 1969 war sie Sitz der Amtsverwaltung Nordschwansen.
Bis 1958 betrieben die Eckernförder Kreisbahnen die Bahnstrecke Eckernförde–Kappeln, deren Personenzüge in Karby am Gasthaus und Bahnhofshotel Nüser Halt machte. Die örtliche dänische Schule wurde zwischenzeitlich geschlossen.

## Politik

### Gemeindevertretung
Bei der Kommunalwahl am 14. Mai 2023 wurden insgesamt 9 Sitze vergeben. Die Kommunale Wählergemeinschaft Karby erhielt vier Sitze, die CDU erhielt drei Sitze und die SPD erhielt zwei Sitze.

### Bürgermeister
In ihrer konstituierenden Sitzung 2013 wählte die Gemeindevertretung Klaus-Dieter Möse (SPD) zu ihrem neuen Bürgermeister.

### Wappen
Blasonierung: „Von Gold und Blau leicht gesenkt geteilt, oben eine rote Kirche, unten ein rot bewehrter silberner Schwan vor zwei silbernen Wellenfäden.“ Statt eines Wappens verwendete die Gemeinde bis 2008 im amtlichen Schriftverkehr ein Logo, das die Karbyer Kirche und die Brodersbyer Windmühle darstellte.

## Sehenswürdigkeiten
In der Liste der Kulturdenkmale in Karby stehen die in der Denkmalliste des Landes Schleswig-Holstein eingetragenen Kulturdenkmale: Kirche mit Ausstattung, Kirchhof, Lindenkranz, Kirchhofspforte und Grabmale bis 1870.
An architektonisch interessanten Gebäuden nennt die Ostseefjord Schlei GmbH  die Alte Post, das Hotel und Gasthaus Nüser, die Karbyer Kirche, das Kniestockhaus Petersen, die Villa Bechler und die ehemalige Ziegelei Karby.